# Леса Украины

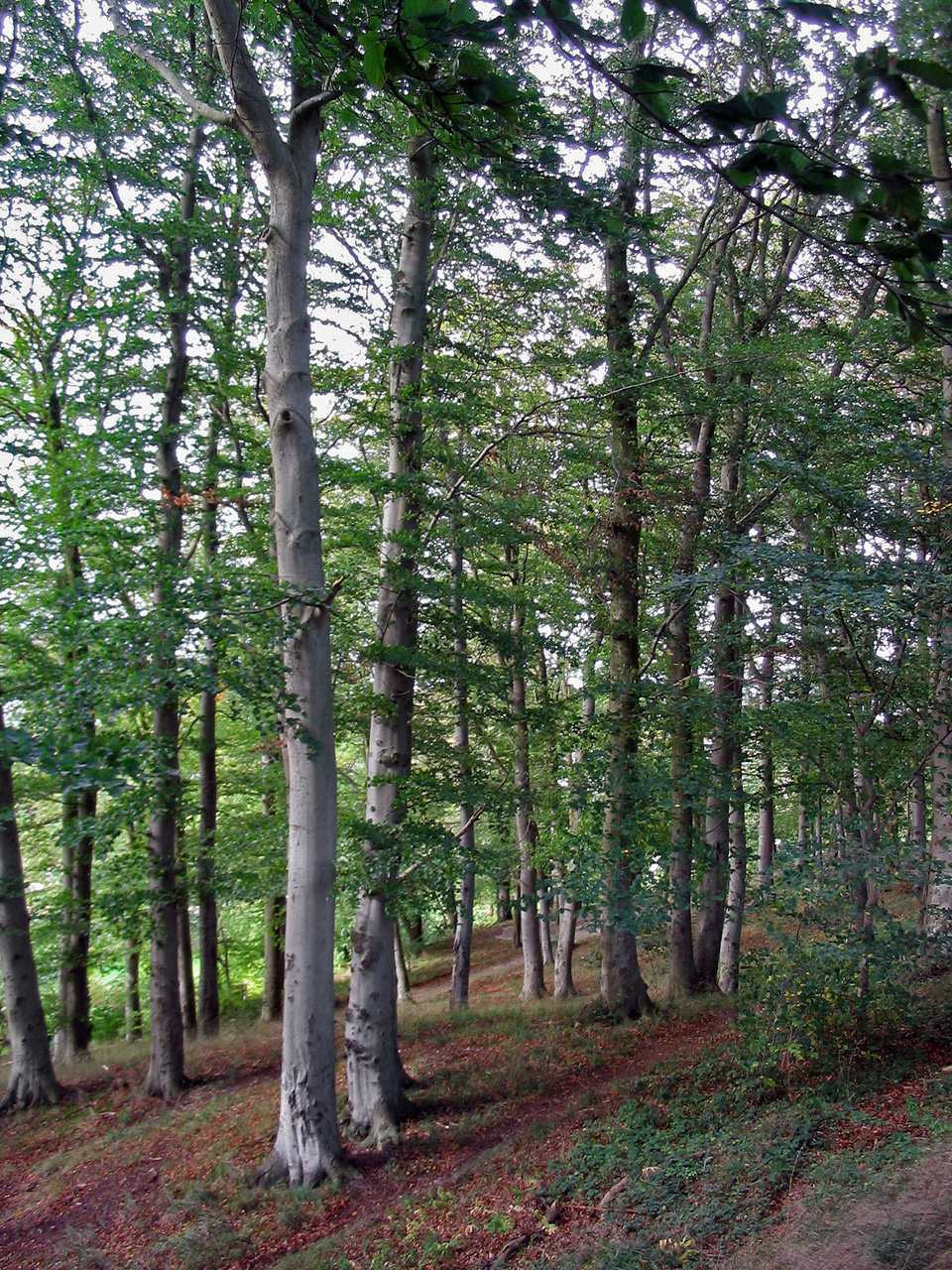
Широколиственный буковый лес умеренного пояса в Украинских Карпатах

Лес в районе горы Довбушанка — Природный заповедник «Горганы»

Леса Украины (укр. Ліси України) занимают 15,9 % территории страны и сформированы более 30 видами древесных пород, среди которых доминируют сосна (Pinus silvestris), дуб (Quercus robur), бук (Fagus silvatica), ель (Picea abies), берёза (Betula pendula), ольха (Alnus glutinosa), ясень (Fraxinus excelsior), граб (Carpinus betulus), пихта (Abies alba).

## Количественные показатели
| Площадь земель, покрытых лесной растительностью, тыс. га |
|                                                          |

Общая площадь лесного фонда на Украине — 10,4 млн га, что составляет 17,2 % её территории, из них покрытых лесной растительностью 9,6 млн га (лесистость территории Украины, таким образом, составляет 15,9 %). Наибольшая лесистость — в Украинских Карпатах (32 %). Лесистость в природных зонах равнинной части закономерно уменьшается с севера на юг. В лесах преобладают молодые и средневозрастные деревья таких пород, как сосна, ель, бук, дуб. Они охватывают около 90 % лесопокрытой площади.
Общий запас древостоев на начало 2012 года составил 1 млрд 512 млн м3.
Около половины лесов Украины является искусственно созданными и требуют усиленного ухода.

## Реликтовые леса
На Полесье, в Закарпатье и сегодня можно найти участки лесов с реликтовой растительностью. На Донбассе, в горах Артема сохранились меловые боры — островки доледникового лесного покрова Украины. Они образовались в долине Северского Донца в конце третичного периода. Основное растение — меловая сосна, которая отличается от сосны обыкновенной более короткой хвоей, очень твердой древесиной и мелкими округлыми шишками. Высотой сосны — от 8 до 28 м, самые старые из этих деревьев по форме кроны напоминают итальянские зонтичные пинии.

## Ссылка
- Лісотипологічне районування України
- Державне агентство лісових ресурсів України
- Український лісовод — портал українських лісівників.
- Географічні карти України. Рослинність  (укр.)
- В.И.Тихонов. «Куда растет» украинский лес? Український лісовод (5 марта 2012). Дата обращения: 16 августа 2016.